# Haus Loh
Haus Loh (auch Driesenhof) war ein mittelalterlicher Herrensitz im Driesenbusch im heutigen Duisburger Ortsteil Aldenrade, Stadtbezirk Duisburg-Walsum in Nordrhein-Westfalen.

## Geschichte
1376 wurde Hermann Rostoc vom Grafen Dietrich von der Mark mit dem Gut das Loh im Kirchspiel Walsum belehnt. 1414 wird es in einer Urkunde der Abtei Hamborn gude yn gen Loe genannt. 1490 erscheint ein Johann ingen Lohe auf Haus Loh im Driesenbusch. 1567 werden in einer Walsumer Urkunde ein Schöffe namens Johann inghenn Loe sowie die Flur ingen Loe erwähnt. Durch Einheirat kamen in der ersten Hälfte des 17. Jahrhunderts die Herren von Driesch in Besitz des Hauses. Sie nannten sich nach einem rennenbergischen Lehen Driesch im bergischen Amt Miselohe. Um 1640 war Junker Adam van Dries Besitzer von Haus Loh; von ihm leitet sich der Name des angrenzenden Waldes, Driesenbusch, ab.
Wie die Inhaber der Güter Waterheck und Nykerck hatten auch die Besitzer von Loh besondere Vorrechte auf die besten Sitze in der aus dem 13. Jahrhundert stammenden und zwischen 1881 und 1883 abgebrochenen Kirche St. Dionysius in Walsum.
1794 wurden Haus Loh und der Driesenbusch von dem Frauenkloster Fürstenberg in Xanten erworben. 1847 pachtete Franz Haniel das Haus zusammen mit Acker und Weideflächen. 1865 kaufte er das Haus mit der Landwirtschaft von mehr als 62 Morgen Land. 1905 brannte Haus Loh ab. Sieben Jahre später, 1912, wurde Haus Loh an die Gewerkschaft Deutscher Kaiser verkauft.